# Salvatore Pincherle
Salvatore Pincherle   (Trieste, 11 de març de 1853 - Bolonya, 10 de juliol de 1936) va ser un matemàtic italià, professor de la universitat de Bolonya i un dels més prominents fundadors de l'anàlisi funcional.
El seu pare, comerciant d'origen jueu, era ferm partidari de l'annexió de Trieste al nou nat Regne d'Itàlia (1861–1946) i, per això, es va exiliar a Marsella, lloc on Pincherle va fer els seus estudis secundaris al Lycée Impériale (actualment Lycée Thiers). El 1869, va deixar la casa familiar per a anar a estudiar a la Scuola Normale Superiore de Pisa, en la qual va ser deixeble d'Enrico Betti i d'Ulisse Dini. L'any 1874 es va graduar i va obtenir l'habilitació docent, essent destinat a un institut de secundària de Pavia, on va prendre contacte amb els professor de la universitat de Pavia Felice Casorati i Eugenio Beltrami, els quals el van influenciar notablement.
El curs 1877-1878 va prendre un any sabàtic per anar a ampliar estudis a la universitat de Berlín. El 1880 va ser nomenat professor d'anàlisi i geometria de la universitat de Palerm, però sense acabar el curs és transferit a la universitat de Bolonya en la qual va romandre fins que es va retirar el 1928.
Pincherle va escriure diversos tractats i llibres de text de geometria, àlgebra i anàlisi real i complexa. El seu llibre més important es titula Le Operazione Distributive e loro Applicazioni all'Analisi (1901). Se'l considera un dels fundadors de l'anàlisi funcional.
El 1922, en fundar-se l'Unione Matematica Italiana, en va ser nomenat el seu primer president, càrrec que va exercir fins al 1936.